# Foveoleberis
Foveoleberis is een geslacht van kreeftachtigen uit de klasse van de Ostracoda (mosselkreeftjes).

## Soorten
- Foveoleberis angurium (Al-Furaih, 1980) Al-Furaih, 1984 †
- Foveoleberis brevirostris
- Foveoleberis cypraeoides (Brady, 1868) Whatley & Zhao (Yi-Chun), 1988
- Foveoleberis foveolata (Brady, 1880) Malz, 1980
- Foveoleberis jeusheyi Hu & Tao, 2008
- Foveoleberis liuhoui Hu & Tao, 2008
- Foveoleberis minutissima (Chapman, 1926) Warne, 1987 †
- Foveoleberis oculata (Al-Furaih, 1980) Al-Furaih, 1984 †
- Foveoleberis rotunda Hao (Yi-Chun) in Ruan & Hao (Yi-Chun), 1988
- Foveoleberis stagnosa (Al-Furaih, 1980) Al-Furaih, 1984 †
- Foveoleberis vulsa (Al-Furaih, 1980) Al-Furaih, 1984 †